# Haus Mückenburg (Altena)

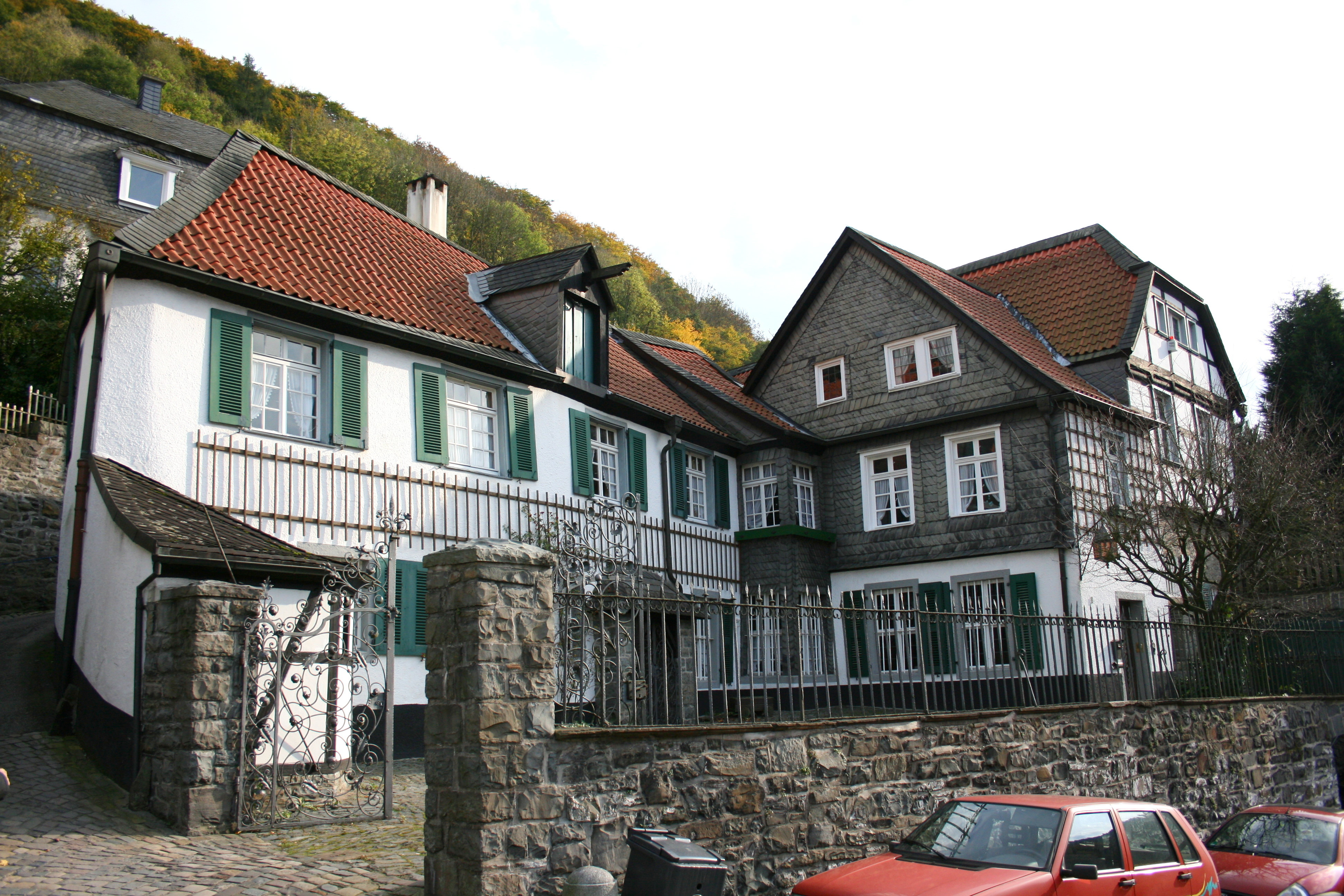
Haus Mückenburg

Das Haus Mückenburg ist ein denkmalgeschütztes Profangebäude in Altena, einer Stadt im Märkischen Kreis (Nordrhein-Westfalen).

## Geschichte und Architektur
Die Baugruppe besteht aus mittelalterlichen und neuzeitlichen Teilen. Sie wurde 1919 unter dem Eindruck der Neuschöpfung von Burg Altena umgeformt. Der Kern wird als mittelalterliche Vorburg zur gräflichen Burg interpretiert. Eine Erweiterung wurde wohl im 17. Jahrhundert vorgenommen. Der traufständige Bau, wie auch die Anbauten, stammt wohl vom 18. Jahrhundert. Bemerkenswert ist die barocke Tür mit Ober- und Seitenlichtern; sehenswert sind auch die geschmiedeten Spiralgittertore.